# Bullet (gmina)
Bullet – miejscowość i gmina (commune) w zachodniej Szwajcarii, w kantonie Vaud, w okręgu (district) Jura-Nord vaudois. 

## Demografia
W Bullet mieszka 657 osób. W 2021 roku 7,2% populacji gminy stanowiły osoby urodzone poza Szwajcarią.